# Palaeomastodon
Palaeomastodon és un gènere extint de proboscidis de la família dels paleomastodòntids (Palaeomastodontidae). S'han trobat fòssils de Palaeomastodon a Àfrica, on aquests animals visqueren fa uns 36-35 milions d'anys. Es creu que foren els avantpassats dels elefants o els mastodonts. Aquest gènere està relacionat amb els meriteris.

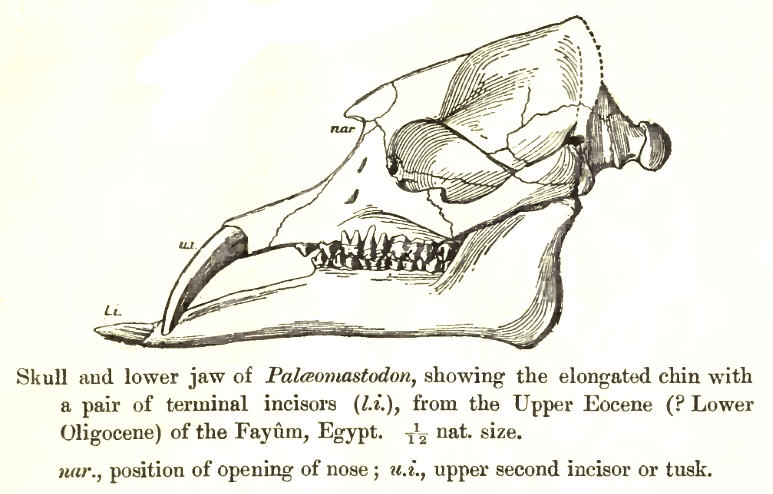
Crani de Palaeomastodon

Palaeomastodon tenia ullals tant superiors com inferiors, així com una trompa. Mesurava 1-2 metres d'alçada i pesava fins a dues tones. Els ullals inferiors eren plans i no cons puntats i possiblement eren utilitzats per treure plantes d'aigües pantanoses.